# Terra di mezzo
Pour plus de détails, voir Fiche technique et Distribution.
Terra di mezzo est un film italien réalisé par Matteo Garrone, sorti en 1996.

## Fiche technique
- Titre : Terra di mezzo
- Réalisation : Matteo Garrone
- Scénario : Matteo Garrone
- Montage : Marco Spoletini
- Pays d'origine :  Italie
- Genre : Film dramatique
- Durée : 78 minutes
- Date de sortie : 1996

## Distribution
- Pascal
- Barbara
- Tina
- Euglen Sota
- Gertian Durmishi
- Paolo Sassanelli
- Lunetta Savino